# 达萨拉塔·昌德

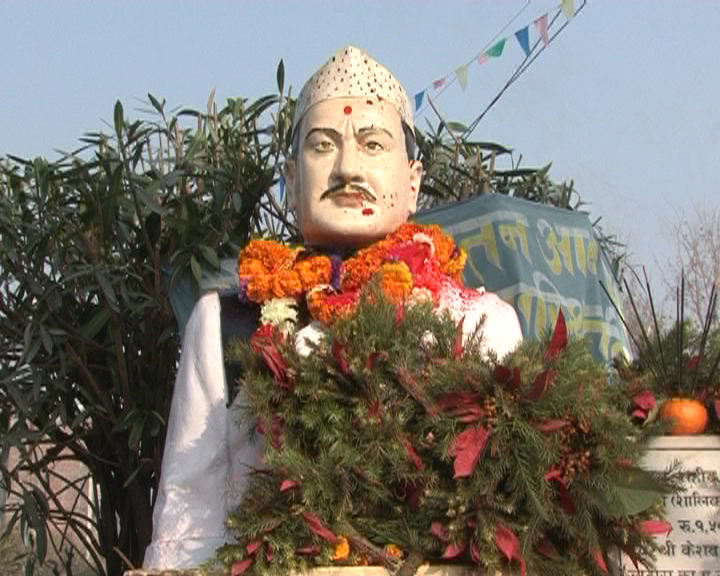
位於加德满都的达萨拉塔·昌德雕像。

达萨拉塔·昌德（尼泊尔語：दशरथ चन्द，1903-1941年）是尼泊尔民主运动烈士及政治家。 他出生在尼泊尔Baskot的Baitadi区。

## 教育
他在乌塔拉坎德、阿尔莫拉、奈尼塔尔等地接受教育。 最后，他到贝拿勒斯，在那里他完成中等教育。 

## 政治生涯
印度的人们试图擺脫英国统治，他對當時獨立运动留下了深刻印象，並在印度和参与此运动。 同时他想起了一般尼泊尔民众的悲惨状况， 贫困、文盲和无知充斥。 他们是被剥削的统治阶级，被受暴政、動荡、经济剥削和宗教種姓规则迫害。 統治至當時已104年的拉納王朝政权被称为尼泊尔历史最黑暗的时期。 达萨拉塔·昌德決定抵抗统治者，及确定要结束的拉納王朝統治。 他开始撰写文章在人民党報章出版，而在印度他則使用假名「Sewasingh」。
达萨拉塔·昌德会见了坦卡.普拉萨德.阿查里亚和巴克塔法优，並在尼泊尔展开政治革命。它極為积极，散发宣傳册子，批評拉納王朝統治。 最初4个月，拉納王朝並不知道進行者是何人，但最後透過懸賞誘使，同時开始逮捕革命份子领导人。达萨拉塔·昌德最終被逮捕。 在监狱里，他被受严厉的酷刑和痛苦， 並被要求乞求原谅的，但达萨拉塔·昌德并没有这样做。 最后在1941年1月25日，他被枪杀死在Shobha Bhagawati。